# Amareleja
Amareleja ist eine Vila (Kleinstadt) und eine Gemeinde im Süden Portugal. 2008 wurde hier das damals größte Photovoltaik-Kraftwerk der Welt eröffnet. 2003 wurde in Amareleja mit 47,4 Grad die höchste bis dahin in Portugal gemessene Temperatur festgestellt.
Amareleja befindet sich in der Nähe des Alqueva-Stausees, des Rio Ardila und des Castelo von Noudar.

## Geschichte
In der Gemeinde von Amareleja gibt es viele prähistorische Kultstätten (Antas) die auf die keltische Zeit und bis ins 4. Jahrtausend v. Chr. zurückzuführen sind. Aus römischer Zeit sind viele Funde gemacht worden. Im Tal von Valtamujo gibt es Reste einer römischen Brücke und andere Reste am Ufer des Rio Ardila.
Der heutige Ort entstand vermutlich mit den Neuansiedlungen im 13. und 14. Jahrhundert, nach Abschluss der Reconquista.
Am 1. April 1695 wurde in einem Dokument der Ort der Nossa Senhora da Conceição de Mareleja erstmals genannt. Der Uhrenturm von Amareleja geht im Bau auf das Jahr 1793 zurück. 
Am 16. August 1991 wurde Amareleja zur Vila (Kleinstadt) erhoben.

## Verwaltung
Amareleja ist Sitz der gleichnamigen Gemeinde (Freguesia) im Kreis (Concelho) von Moura im Distrikt Beja. Sie hat eine Fläche von 108,6 km² und 2030 Einwohner (Stand: 19. April 2021). Dies ergibt eine Bevölkerungsdichte von 18,7 Einwohnern pro km².
Folgende Ortschaften und Landgüter liegen im Gebiet der Gemeinde Amareleja:
| - Amareleja - Azeiteira - Bombas - Bracieira - Choças - Horta do Guinapo - Monte da Estepa - Monte da Tapada de Baixo - Monte das Figueirinhas - Monte das Tapadas - Monte do Baldio - Monte do Carapital | - Monte do Montinho - Monte do Morgado - Monte do Palma - Monte do Zabelinho - Monte dos Esparradinhos Novos - Monte dos Patalas - Monte dos Valhascos - Monte dos Xizes - Monte Retiro do Sossego - Ordem - Valtameijo |

## Partnergemeinde
- Spanien: Valencia del Mombuey, Provinz Badajoz (seit 2000)[7]

## Wirtschaft

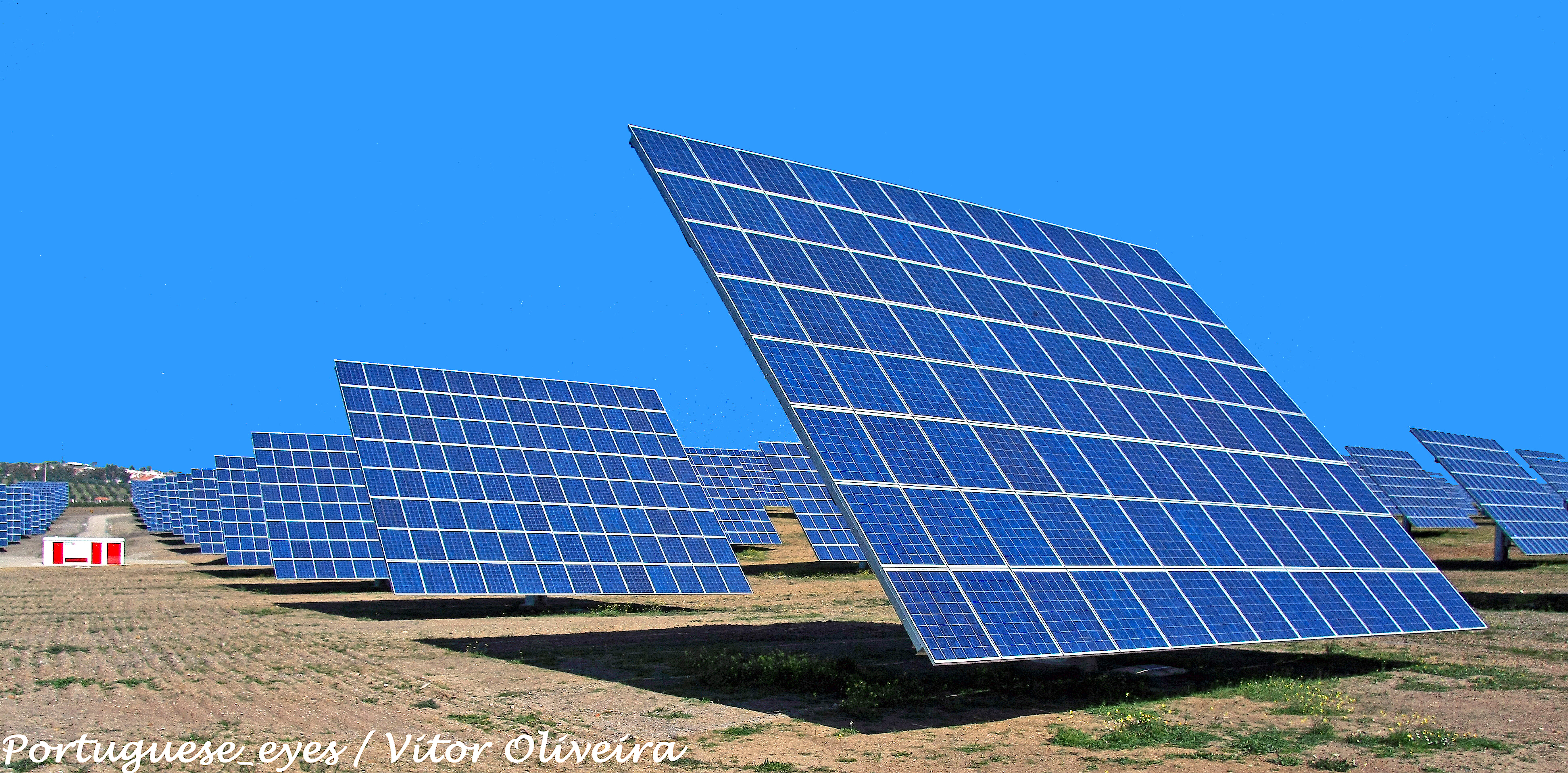
Im Solarpark von Amareleja

Ein Schwerpunkt in der Wirtschaft der Gemeinde liegt in der Landwirtschaft mit Weinanbau, Olivenbäumen, Schafskäse und Zucht von schwarzen Schweinen. Damit verbunden gibt es hier auch etwas Nahrungsmittelindustrie, daneben sind noch Bau- und Handwerksbetriebe zu nennen.
Ende 2008 wurde das größte Sonnenkraftwerk (central foto-voltaica) Europas in Amareleja mit 46 MWp eröffnet. Im Jahr werden hier 93 Millionen kWh pro Jahr hergestellt.

## Söhne und Töchter der Stadt
- Eunice Muñoz (1928–2022), Theaterschauspielerin
- Francisco Martins Ramos (1943–2017), Anthropologe und Hochschullehrer
- Ana Campaniço (Ana Arrebentinha) (* 1992), Comedian und Schauspielerin